# Список керівників держав 834 року
Список керівників держав 834 року — це перелік правителів країн світу 834 року.
Список керівників держав 833 року — 834 рік — Список керівників держав 835 року — Список керівників держав за роками

## Європа
- Абхазьке царство — Теодозіо II (828—855)
- Айлех — Ніалл Кайлле мак Аеда (823—846)
- Айргіалла — Гофрайд мак Фергус (825—835)
- Королівство Східна Англія — Етельстан (827—839/845)
- Королівство Астурія — Альфонсо II (791—842)
- Перше Болгарське царство — Маламир (831—836)
- Брихейніог — Теудр II (805—840)
- Волзька Болгарія — Айдар (815—855)
- Венеційська республіка — дож Джованні I Партічипаціо (829—836)
- Вессекс — Еґберт (802—839)
- Візантійська імперія — Феофіл (829—842)
  - Неаполітанське герцогство — Бон (832—834); Лев (834); Андрій II (834—840)
- Королівство Гвент — Ідвалон ап Гургант (810—842)
- Гвікке — до 994 немає даних.
- Королівство Гвінед — Мерфин I (825—844)
- Дал Ріада — Енгус II (820—834); Ед мак Боанта (834—939)
- конунґ данів — Горік I Старий (827—854)
- Дівед — міжцарствування. До 878 року невідомо.
- Конволл — король Мордаф ап Гопкін (830—850)
- Ірландія — верховний король Ніалл Кайлле мак Аедо (833—846)
- Кахетія — Ваче Квабулідзе (827—839)
- Королівство Кент — Еґберт (827—839)
- Кордовський емірат — Абдаррахман II (822—852)
- Король Італії Лотар I (818—855)
  - Князівство Беневентське — Сікард (832—839)
  - Сполетське герцогство — Адельчіс I (824—834); Ламберт I (834—836)
  - Герцогство Фріульське — Унрух II (827—846)
- Ленстер — Келлах мак Брайн (829-834); Бран мак Фаелайн (834—838)
- Мерсія — Віглаф (830—839)
- Морганнуг — Ріс ап Артфел (825—856)
- Коннахт — Катал ІІ (833—839)
- Критський емірат — Умар I (828—855)
- Мунстер — Фейдлімід мак Кремганін (821?-847)
- Королівство Наварра — Ініго I (824—851/852)
- Німеччина:
  - Герцогство Баварія — Людовик II Німецький (829—865)
  - Архієпископ Зальцбурга — Адальрам (821—836)
- Король піктів — Енгус II (820—834); Друст IX (834—836)
- Королівство Нортумбрія — Енред (810—840/841)
- Королівство Повіс — Кінген II (808—854)
- Сейсіллуг — Дівнуал ап Артен (807?—850?)
- Стратклайд — Думнагуал ап Кінан (816—850)
- Улад — Муйредах мак Еохада (825—839)
  - Конайлле Муйрхемне — Маел Брігте мак Спелайн (824—869)
  - Ві Ехах Кобо — Кернах мак Брессайл (825—853)
- Король Міде — Маел Руанайд мак Доннхада (833—843)
- Велика Моравія — князь Моймир I (830—846)
- Франкське королівство — Людовик I Благочестивий (814—840)
  - Графство Арагон — Гарсія I Галіндес (820—834); Галіндо Гарсес (834—844)
  - Герцогство Васконія — герцог Аснар Санш (819—836)
  - Бретонська марка — Номіное (831—851; від 845 — герцогство)
  - Графство Мен — Роргон I дю Мен (832—839)
  - Графство Тулуза — Беренгер (816—835)
  - Урхельське графство — Аснар I Галіндес (820—839)
- Хозарський каганат — Ханукка (825—840)
- Швеція — Бйорн II Гоґський (829—845)
- Святий Престол; Папська держава — папа римський Григорій IV (827—844)
- Вселенський патріарх — Антоній I Кассімата (821—837)
  - Тбіліський емірат — Ісхак ібн Ісмаїл (833—853)

## Азія
- Близький Схід:
  - Багдадський халіфат — Аль-Мутасим Біллах (833—842)
    - Вірменський емірат — Аль-Хасан ібн Алі аль-Бадгізі (833—835)
    - Дербентський емірат — під владою хозар (797—869)
    - Зіядіди — Мухаммед ібн Зіяд (818—859)
- Індія:
  - Західні Ганги — Рачамалла I (816—843)
  - Гуджара-Пратіхари — Рамабхадра (833—836)
  - Камарупа — Ванамалавармадева (832—855)
  - самраат Кашмірської держави Чіппатаджаяпіда (832—840)
  - Імперія Пала — Девапала (810—850)
  - Династія Паллавів — Нандіварман III (825—869)
  - Держава Пандья — Шрімара Шріваллабха (815—862)
  - Раджарата — раджа Даппула III (827—843)
  - Раштракути — Амогаварша (814—878)
  - Саканбарі — нріпа Говіндараджа I (809—836)
  - Східні Чалук'ї — Віджаядітья II (808—847)
  - Чандела — 1-й володар Даджхауті Наннука (831—845)
- Індонезія:
  - Матарам — Самаратунгга (819—838)
  - Шривіджая — Балапура-дева (832—850)
- Китай:
  - Династія Тан — Вень-цзун (827—840)
  - Тибетська імперія — Ралпачан (815/817-841)
- Наньчжао — Мен Цюаньфен'ю (823—859)
- Корея:
  - Об'єднана Сілла — ісагим (король) Хиндок (826—836)
  - Пархе — тійо Тейджин (830—857)
- Паган — король Кхе Лу (829—846)
- Персія:
  - Тахіриди — Абдалла ібн Тахір (828—845)
- Середня Азія:
  - Киргизький каганат — каган Ажо (820-840)
  - Уйгурський каганат — каган Альп Кюлюг Більге-каган (832—839)
- Кхмерська імперія — Джаяварман II (802—850)
- Японія — Імператор Німмьо (833—850)

## Африка
- Аксумське царство — Армаг (832—837)
- Аббасиди — Аль-Мутасим Біллах (833—842)
  - Берегвати — Іл'яс ібн Саліх (792—842)
  - Некор (емірат) — Саліх II ібн Саїд (803—864)
- Ідрісиди — Мухаммад ібн Ідріс (828—836)
- Макурія — Йоанн (між 822 і 850)
- Мідрариди — Мідрар ібн Яса (824—867)
- Рустаміди — Афлах ібн Абд аль-Ваххаб (823—872)

## Північна Америка
- Царство К'анту — К'ан III (830—849)